# Meskerem Lewa
Meskerem Gizew Lewa (* 17. März 2003) ist eine äthiopische Leichtathletin, die sich auf den Hürdenlauf spezialisiert hat.

## Sportliche Laufbahn
Erste internationale Erfahrungen sammelte Meskerem Lewa im Jahr 2019, als sie bei den Juniorenafrikameisterschaften in Abidjan im 100-Meter-Hürdenlauf in 14,87 s den fünften Platz belegte und über 400 Meter Hürden mit 63,99 s im Vorlauf ausschied. 2024 schied sie bei den Afrikaspielen in Accra mit 15,24 s im Vorlauf über 100 Meter Hürden aus, anschließend kam sie auch bei den Afrikameisterschaften in Douala mit 15,57 s nicht über die erste Runde hinaus.
2021 wurde Gebreselama äthiopische Meisterin über 100 und 400 Meter Hürden.

## Persönliche Bestzeiten
- 100 m Hürden: 14,4 s, 8. April 2021 in Addis Abeba
- 400 m Hürden: 59,9 s, 10. April 2021 in Addis Abeba